# Pianico
Pianico är en ort och kommun i provinsen Bergamo i regionen Lombardiet i Italien. Kommunen hade 1 436 invånare (2018).